# Lee Seul-bi
Lee Seul-bi es una actriz surcoreana, conocida también por su ex-nombre artístico Ga Won.

## Carrera
En julio del 2019 se unió al elenco recurrente de la serie Level Up donde dará vida a Oh Mi-ja.

## Filmografía

### Películas
| Año  | Título                                   | Rol                          |
| ---- | ---------------------------------------- | ---------------------------- |
| 2009 | Lifting King Kong                        | Lee Soo-ok                   |
| 2011 | The Suicide Forecast                     | hija de Hwang Woo-chul       |
| 2011 | In Love and War                          | Soon-hee                     |
| 2014 | Virgin Theory: 7 Steps to Get On the Top | estudiante de ballet (cameo) |
| 2016 | Canola                                   | Hye-ji (joven)               |

### Series
| Año  | Título                             | Rol                            | Red      |
| ---- | ---------------------------------- | ------------------------------ | -------- |
| 2010 | Obstetrics and Gynecology Doctors  | Im Seung-min                   | SBS      |
| 2010 | Stormy Lovers                      | Na-ra                          | MBC      |
| 2011 | The Princess' Man                  | So-aeng                        | KBS2     |
| 2012 | Bridal Mask                        | Shim Soon-yi (ep. 20-21)       | KBS2     |
| 2012 | Glass Mask                         | Seo Jung-ha (real) / Kim Ha-ra | tvN      |
| 2012 | Dream of the Emperor               | Lady Ji-so                     | KBS1     |
| 2013 | You Are the Best!                  | Park Chan-mi                   | KBS2     |
| 2014 | Witch's Romance                    | Oh Rin-ji                      | tvN      |
| 2015 | The Three Witches                  | Seo Hyang                      | SBS      |
| 2016 | One More Happy Ending              | Song So-eun                    | MBC      |
| 2016 | Father, I'll Take Care of You      | Bang Mi-joo                    | MBC      |
| 2016 | Guardian: The Lonely and Great God | mujer en la cafetería (ep. 3)  | tvN      |
| 2019 | Level Up                           | Oh Mi-ja                       | MBN/UMAX |